# Liste des localités de la province de Liège
Voici la liste des localités (villes, villages, lieux-dits ou hameaux) de la province belge de Liège par ordre alphabétique.
- Haut – A
- B
- C
- D
- E
- F
- G
- H
- I
- J
- K
- L
- M
- N
- O
- P
- Q
- R
- S
- T
- U
- V
- W
- X
- Y
- Z

## A
- Abée
- Abolens
- Acosse
- Adzeux
- Afst
- Aineffe
- Aisomont
- Aldringen
- Alfersteg
- Alleur
- Allmuthen
- Alster
- Amas
- Amay
- Amblève
- Ambresin
- Ambresinaux
- Amcomont
- Amelscheid
- Amermont
- Amostrenne
- Ampsin
- Andler
- Andrimont (Dison)
- Andrimont (Stoumont)
- Angleur
- Anixhe
- Ans
- Antheit
- Anthisnes
- Arbespine
- Arbrefontaine
- Argenteau
- Arimont
- Astenet
- Atrin
- Atrive
- Atzerath
- Aubel
- Au-Bois
- Auel
- Auweg
- Aux Fontaines
- Aux Houx
- Avennes
- Avernas-le-Bauduin
- Avin
- Avister
- Awan
- Awans
- Awirs
- Ayeneux
- Aywaille

## B
- Baelen
- Balmoral
- Bambusch
- Bamisch
- Baneux
- Banneux
- Bansions
- Barchon
- Baronheid
- Bas-Oha
- Basse-Bodeux
- Bassenge
- Battice
- Baugnée
- Baugnez
- Bayaux
- Beaufays
- Beaumont
- Beau-Vallon
- Becco
- Béemont
- Bèfve
- Belderbusch
- Bellaire
- Bellevaux
- Bellevaux-Ligneuville
- Belle-Vue
- Belven
- Ben-Ahin
- Berg
- Bergeval
- Bergilers
- Bérinzenne
- Berleur
- Berlotte
- Berloz
- Berneau
- Bernister
- Berterath
- Bertrée
- Bettincourt
- Beuleu
- Beusdael
- Bévercé
- Beyne-Heusay
- Bierleux
- Bierset
- Bilstain
- Biomont
- Birken
- Blegny
- Blehen
- Bleret
- Blindef
- Bodegnée
- Boëlhe
- Boffereth
- Boingt
- Boirs
- Bois-et-Borsu
- Bois-les-Dames
- Bolimpont
- Bolland
- Bombaye
- Boncelles
- Bonsgnée
- Borgoumont
- Borlez
- Born (Amblève)
- Born (Raeren)
- Borsu
- Bosson
- Botz
- Bouhaye
- Boussire
- Bouteille
- Bouxhmont
- Bovenistier
- Bra
- Bracht
- Braives
- Braunlauf
- Breitfeld
- Bressoux
- Brivioulle
- Bronromme
- Bru
- Brume
- Brux
- Bruyères (Herve)
- Bruyères (Waimes)
- Buchholz
- Bullange
- Burdinne
- Burnenville
- Burnontige
- Busch
- Buschhausen
- Butgenbach

## C
- Celles
- Cerexhe-Heuseux
- Chaineux
- Challes
- Chalsèche
- Chambralles
- Champagne
- Champia
- Champiomont
- Chanxhe
- Chaply
- Chapon-Seraing
- Charneux (Herve)
- Charneux (Jalhay)
- Chaudfontaine
- Chauveheid
- Chênée
- Chenestre
- Cheneux (Stavelot)
- Cheneux (Stoumont)
- Cheratte
- Chession
- Chevémont
- Chevofosse
- Chevron
- Chevrouheid
- Chôdes
- Chokier
- Ciplet
- Clavier
- Clermont (Thimister)
- Clermont-sous-Huy
- Cligneval
- Cokaifagne
- Coënhez
- Comblain-au-Pont
- Comblain-Fairon
- Comblain-la-Tour
- Comblinay
- Coo
- Cornemont
- Cornesse
- Corswarem
- Cour
- Couthuin
- Cras-Avernas
- Crehen
- Creppe
- Crisnée
- Crombach
- Cromhaise
- Cronchamps
- Crossée
- Crotteux
- Croupet-du-Moulin

## D
- Dalhem
- Damré
- Darion
- Deidenberg
- Deigné
- Desnié
- Diepert
- Dieupart
- Dison
- Dolembreux
- Dommartin
- Donceel
- Drolenval
- Dürler

## E
- Ében-Émael
- Éhein
- Eibertingen
- Eimerscheid
- Eiterbach
- Ellemelle
- Elsaute
- Elsenborn
- Elvaux
- Embourg
- Engis
- Ensival
- Envoz
- Ereffe
- Ernonheid
- Erria
- Esneux
- Espeler
- Eupen
- Évegnée-Tignée
- Exbomont
- Eynatten
- Eynatterheide

## F
- Faimes
- Falize
- Fallais
- Fastré
- Favence
- Faweux (Aywaille)
- Faweux (Herve)
- Faweux (Olne)
- Faymonville
- Fays (Sprimont)
- Fays (Theux)
- Fays (Villers-le-Bouillet)
- Fêchereux (Dalhem)
- Fêchereux (Esneux)
- Feneur
- Ferot
- Ferrières
- Fexhe-le-Haut-Clocher
- Fexhe-Slins
- Fiérain
- Filot
- Fize-Fontaine
- Fize-le-Marsal
- Flagothier
- Flémalle-Grande
- Flémalle-Haute
- Fléron
- Flône
- Florêt
- Floriheid
- Florzé
- Foccroulle
- Fonds-de-Forêt
- Fontaine
- Fontenoy
- Fooz
- Fontin
- Forêt
- Forges-Thiry
- Forseilles
- Fosse
- Fosses-Berger
- Fourir
- Fouyet
- Foyr
- Fraipont
- Fraiture (Sprimont)
- Fraiture (Tinlot)
- Francheville
- Francorchamps
- Freloux
- Froibermont
- Froidefontaine
- Froidheid
- Froidthier
- Froidville (Stavelot)
- Froidville (Stoumont)
- Fumal
- Fy

## G
- Galhausen
- Gdoumont
- Geer
- Gelivaux
- Gemehret
- Gemmenich
- Gérardsbroich
- Gerbehaye
- Géromont (Comblain-au-Pont)
- Géromont (Malmedy)
- Gives
- Glain
- Gleixhe
- Glons
- Goé
- Goffontaine
- Gohimont
- Gomzé-Andoumont
- Grâce-Berleur
- Grand-Axhe
- Grand-Hallet
- Grand-Heid
- Grand-Marchin
- Grand-Rechain
- Grandville
- Grivegnée
- Gros-Chêne
- Grüfflingen
- Gueuzaine
- Gulpen
- Gurné

## H
- Habiémont
- Hacboister
- Haccourt
- Halbosart (Héron)
- Halbosart (Villers-le-Bouillet)
- Halenfeld
- Halledet
- Hallembaye
- Halleur
- Halleux
- Halloux
- Ham
- Hamoir
- Haneffe
- Hannêche
- Hannut
- Hansez ou Hansé
- Harduémont
- Hartenge
- Harzé
- Hasenvenn
- Hassoumont (Aywaille)
- Hassoumont (Stoumont)
- Hauset
- Haute-Bodeux
- Haute-Saurée
- Hautgné
- Hautregard
- Hauts-de-Froidmont
- Hauzeur
- Havelange
- Hayen
- Heck
- Hédomont
- Heggen (hameau de Baelen)
- Heilrimont
- Henri-Chapelle
- Henri-Moulin
- Heppenbach
- Hepsée
- Hermalle-sous-Argenteau
- Hepscheid
- Herbesthal
- Herbiester
- Hergenrath
- Hergersberg
- Hermalle-sous-Huy
- Hermée
- Héron
- Herresbach
- Herstal
- Herve
- Hestreux
- Hestroumont
- Heuem
- Heure-le-Romain
- Heusy
- Hèvremont
- Hierlot
- Himbe
- Hinderhausen
- Hockai
- Hoctaisart
- Hodbomont
- Hodeige
- Hodimont
- Hody
- Hognoul
- Holliguette
- Hollogne-aux-Pierres
- Hollogne-sur-Geer
- Holzheim
- Hombourg
- Honien
- Honsfeld
- Honthem (hameau de Baelen)
- Hony
- Hoof
- Horion-Hozémont
- Hosdent
- Hotchamps
- Houchenée
- Hougnée
- Houlteau
- Houpe-le-Loup
- Housse
- Houssonloge
- Houtain-Saint-Siméon
- Houte-Si-Plou
- Houvegné
- Hoyemont
- Hoyoux
- Hoyoux
- Hubertfays
- Huccorgne
- Hullscheid
- Hunnange (Bullange)
- Hunnange (Saint-Vith)
- Husquet
- Huy

## I
- Insegotte
- Iveldingen
- Ivoz-Ramet

## J
- Jalhay
- Jamagne
- Java
- Jehanster
- Jehoster
- Jehay
- Jemeppe-sur-Meuse
- Jeneffe
- Jevigné
- Jevoumont
- Johberg
- José
- Julémont
- Jupille-sur-Meuse
- Juprelle
- Juslenville

## K
- Kaulen
- Kehr
- Kemexhe
- Kettenis
- Kin
- Krewinkel
- Küchelscheid

## L
- La Brouck
- La Calamine
- La Chapelle
- La Clouse
- La Croix-André
- La Croix Claire
- La Fagnoul
- La Falize
- La Folie
- La Gleize
- La Gotte
- Lagrange
- La Heusière
- La Heydt
- Lamalle
- Lambermont
- Lamine
- La Minerie
- Lamonriville
- Lamontzée
- Lanaye
- Lançaumont
- Landrecy
- La Neuville
- Lansival
- Lantin
- Lantremange
- Lantroul
- Lanzerath
- La Ramée
- La Reid
- La Rimière
- La Rock
- La Rouge-Minière
- La Salle
- La Sarte-à-Ben
- Lascheid
- Lasnenville
- Lassus
- Latinne
- Lattenheuer
- Lavaux
- La Vaux
- La Venne
- Lavoir
- Le Biénonsart
- Le Bois-d'Olne
- Le Grand-Trixhe
- Le Halleux
- Le Houpet
- Lekker
- Le Neubois
- Lengeler
- Lens-Saint-Remy
- Lens-Saint-Servais
- Lens-sur-Geer
- Le Raumont
- Le Robiewez
- Le Rosier
- Les Avins
- Les Cahottes
- Lescours
- Les Croisettes
- Les Floxhes
- Les Forges (hameau de Baelen)
- Les Forges (Engis)
- Les Forges (Marchin)
- Les Forges (Sprimont)
- Les Forges (Stoumont)
- Les Foxhalles
- Les Gottes
- Les Granges
- Les Heids
- Les Stanges
- Les Thiers
- Les Trixhes
- Les Villettes
- Les Waides
- Les Waleffes
- Le Taillis
- Le Thier (Ferrières)
- Le Thier (Trooz)
- Le Thier Moulu
- Le Trou
- Leumont
- Leval
- Le Vieux Clocher
- Lexhy
- Leykaul
- Libomont
- Lichtenbusch
- Liège
- Lierneux
- Liers
- Ligney
- Lillé
- Limbourg
- Limet
- Limoges
- Limont
- Limont
- Lincé
- Lincent
- Linchet
- Lixhe
- Lizin
- Lodomez
- Loën
- Logbiermé
- Logne
- Lommersweiler
- Longchamps (Berloz)
- Longchamps (Waremme)
- Loncin
- Loneux
- Longfaye
- Longpré
- Lonhienne
- Lontzen
- Lorcé
- Losheimergraben
- Louveigné

## M
- Magnée
- Magnery
- Maireux
- Malacord
- Malchamps
- Maldingen
- Mallieu
- Malmedy
- Malscheid
- Manaihant
- Manderfeld
- Mangombroux
- Marché
- Marchin
- Marneffe
- Marsinne
- Marteau
- Martinrive
- Marveld
- Maspelt
- Masta
- Mauhin
- Mazarinen (hameau de Baelen)
- Medell
- Medendorf
- Meeffe
- Mehagne
- Meiz
- Melen
- Membach
- Ménil
- Merdorp
- Merlscheid
- Merols (hameau de Walhorn)
- Méry
- Messitert
- Meuschemen (hameau de Baelen)
- Meuville
- Meyerode
- Micheroux
- Milmort
- Mirfeld
- Modave
- Möderscheid
- Moha
- Moirivay
- Molu
- Momalle
- Momelette
- Monceau
- Mons
- Mons-lez-Liège
- Mont (Comblain-au-Pont)
- Mont (Dison)
- Mont (Malmedy)
- Mont
- Mont-de-Fosse
- Montegnée
- Montenau
- Montfort
- Monthouet
- Montzen
- Moresnet
- Moresnet-Chapelle
- Mortier
- Mortroux
- Mouhin
- Moulin-du-Ruy
- Moulins-sous-Fléron
- Moustier
- Moxhe
- Moxheron
- Murrange
- My

## N
- Nandrin
- Naze
- Néblon-le-Moulin
- Néblon-le-Pierreux
- Neidingen
- Nereth (hameau de Baelen)
- Nessonvaux
- Neubrück
- Neucy
- Neudorf
- Neufchâteau
- Neufmarteau
- Neu-Moresnet
- Neundorf
- Neuville (Stavelot)
- Neuville (Stoumont)
- Neuville (Trois-Ponts)
- Neuville-en-Condroz
- Neuville-sous-Huy
- Niaster
- Nidrum
- Nieder-Emmels
- Ninane
- Nispert
- Nivelle
- Nivezé
- Noblehaye
- Nonceveux
- Noville

## O
- Ober-Emmels
- Oberhausen
- Ochain
- Ocquier
- Odet
- Odeur
- Odrimont
- Oeveren (hameau de Baelen)
- Ogné
- Oleye
- Olne
- Omal
- Ombret-Rawsa
- Ondenval
- Oneux (Comblain-au-Pont)
- Oneux (Theux)
- Oreye
- Oteppe
- Othée
- Otrange
- Oudler
- Oudoumont
- Ouffet
- Oufny
- Ougrée
- Oupeye
- Ouren
- Outre-Cour
- Outrelouxhe
- Outrewarche
- Overoth (hameau de Baelen)
- Ovifat

## P
- Paifve
- Pailhe
- Pair
- Paradis
- Parfondbois
- Parfondruy
- Parfondvaux
- Pâturages
- Pavillonchamps
- Pellaines
- Pepinster
- Péry
- Petergensfeld
- Petit-Avin
- Petit-Axhe
- Petit-Hallet
- Petit-Rechain
- Picheux
- Pierpont
- Pierresse
- Pierreux
- Pitet
- Plainevaux
- Planche
- Platz
- Playe
- Plei
- Plombières
- Polleur
- Pont
- Pont-de-Bonne
- Ponthoz
- Poucet
- Pouhon
- Pouillou-Fourneau
- Poulseur
- Pousset
- Prayon
- Préfayhay
- Presseux
- Profondval
- Priestet
- Pützhag

## Q
- Quarreux
- Quatre-Chemins
- Queue-du-Bois

## R
- Raborive
- Rabotrath
- Racour
- Raeren
- Rafhay
- Rahier
- Ramelot
- Ramioul
- Rapion
- Rawsa
- Recht
- Reculémont
- Refat
- Reharmont
- Remicourt
- Remonval
- Renardmont
- Renouprez
- Retinne
- Reuland
- Richelle
- Richtenberg
- Riessonsart
- Rivage (Sprimont)
- Rivage (Stavelot)
- Roanne
- Robertville
- Rochelinval
- Rocherath
- Roclenge-sur-Geer
- Rocourt
- Rödgen
- Rodt
- Rogerée
- Roiseleux
- Roloux
- Romsée
- Rondehaie
- Ronxhy
- Roquez
- Rosoux-Crenwick
- Rotheux-Rimière
- Rothfeld
- Roua
- Rouge-Thier
- Rouvreux
- Rouvroy
- Royompré
- Runschen (hameau de Baelen)
- Ruy

## S
- Saint-André
- Sainte-Anne
- Saint-Fontaine
- Saint-Georges-sur-Meuse
- Saint-Germain
- Saint-Hadelin
- Saint-Jacques
- Saint-Jean-Sart (Aubel)
- Saint-Jean-Sart (Modave)
- Saint-Léonard
- Saint-Nicolas
- Saint-Remy
- Saint-Sauveur
- Saint-Séverin-en-Condroz
- Saint-Vith
- Saive (Blegny)
- Saive (Faimes)
- Sart (Comblain-au-Pont)
- Sart (Jalhay)
- Sart (Lierneux)
- Sasserotte
- Sassor
- Saule-Marie
- Saute
- Sauvenière (Herve)
- Sauvenière (Villers-le-Bouillet)
- Schlierbach
- Schoenberg
- Schoppen
- Sclessin
- Scry
- Sécheval
- Sedoz
- Sendrogne
- Seny
- Septroux
- Seraing
- Seraing-le-Château
- Setz
- Sier
- Sippenaeken
- Slins
- Sohan
- Soheit-Tinlot
- Soiron
- Solières
- Solwaster
- Somagne
- Sonkeu
- Sougné-Remouchamps
- Soumagne
- Sourbrodt
- Souverain-Pré
- Souxhon
- Spa
- Spaloumont
- Sparmont
- Spineux
- Spixhe
- Sprimont
- Stavelot
- Steffeshausen
- Steinbach
- Steinebrück
- Stembert
- Ster
- Stier
- Stinval
- Stockay
- Stockay
- Stockem
- Stockis
- Stoqueu
- Stoubach
- Stoumont
- Strée
- Streel
- Strivay
- Surisse
- Surister
- Sur-la-Heid
- Surlemez
- Sur-le-Mont
- Sur-les-Bois
- Sur-les-Trixhes
- Survillers
- Sy

## T
- Tancrémont
- Targnon (Anthisnes)
- Targnon (Stoumont)
- Tavier
- Teberg
- Ten-Driesch
- Ten-Eycken
- Terhagen
- Termogne
- Ternell
- Terstraten
- Terwagne
- Theux
- Thier d'Olne
- Thimister
- Thirimont
- Thisnes
- Thommen
- Thys
- Tiège
- Tigelot
- Tihange
- Tilff
- Tilice
- Tilleur
- Tincelle
- Tolumont
- Toultia
- Tourinne
- Trembleur
- Tribomont
- Trimottet
- Trixhosdin
- Trognée
- Trois-Chênes
- Trois-Ponts
- Trooz
- Trou de Bosson
- Trou de Bra

## V
- Val-Dieu
- Valender
- Vaulx-Richard
- Vaux (Marchin)
- Vaux-et-Borset
- Vaux-sous-Chèvremont
- Vaux-sous-Olne
- Velroux
- Verlaine
- Verleumont
- Vert-Buisson
- Verviers
- Vervoz
- Viegeay
- Viemme
- Vien
- Vierset-Barse
- Vieux-Thier
- Vieuxville
- Vieux-Waleffe
- Ville
- Ville-au-Bois
- Ville-en-Hesbaye
- Villers
- Villers-aux-Tours
- Villers-le-Bouillet
- Villers-le-Peuplier
- Villers-l'Évêque
- Villers-le-Temple
- Villers-Saint-Siméon
- Vinalmont
- Visé
- Vissoul
- Vivegnis
- Völkerich
- Voroux-Goreux
- Voroux-lez-Liers
- Vosheydt
- Vottem
- Vyle-et-Tharoul

## W
- Wadeleux
- Waimes
- Walhorn
- Walk
- Wallerode
- Waloppe
- Wandre
- Wanne
- Wanneranval
- Wansin
- Wanze
- Wanzoul
- Warche
- Waremme
- Waret-l'Évêque
- Warfée
- Warfusée
- Warnant-Dreye
- Warrimont
- Warsage
- Warzée
- Wasseiges
- Waucomont
- Wavreumont
- Wayai
- Weckerath
- Wegnez
- Weidig
- Weisten
- Welkenraedt
- Weppeler
- Werbomont
- Wereth
- Werhai
- Weweler
- Weywertz
- Wihogne
- Willine
- Winbomont
- Winamplanche
- Wirtzfeld
- Wixhou
- Wodémont
- Wonck
- Wooz

## X
- Xhenseval aussi orthographié Xhenceval
- Xhendelesse
- Xhendremael
- Xhéneumont
- Xhierfomont
- Xhignesse
- Xhoffraix
- Xhoris
- Xhos

## Y
- Yernawe
- Yernée-Fraineux